# Thành bang Đế chế Nürnberg

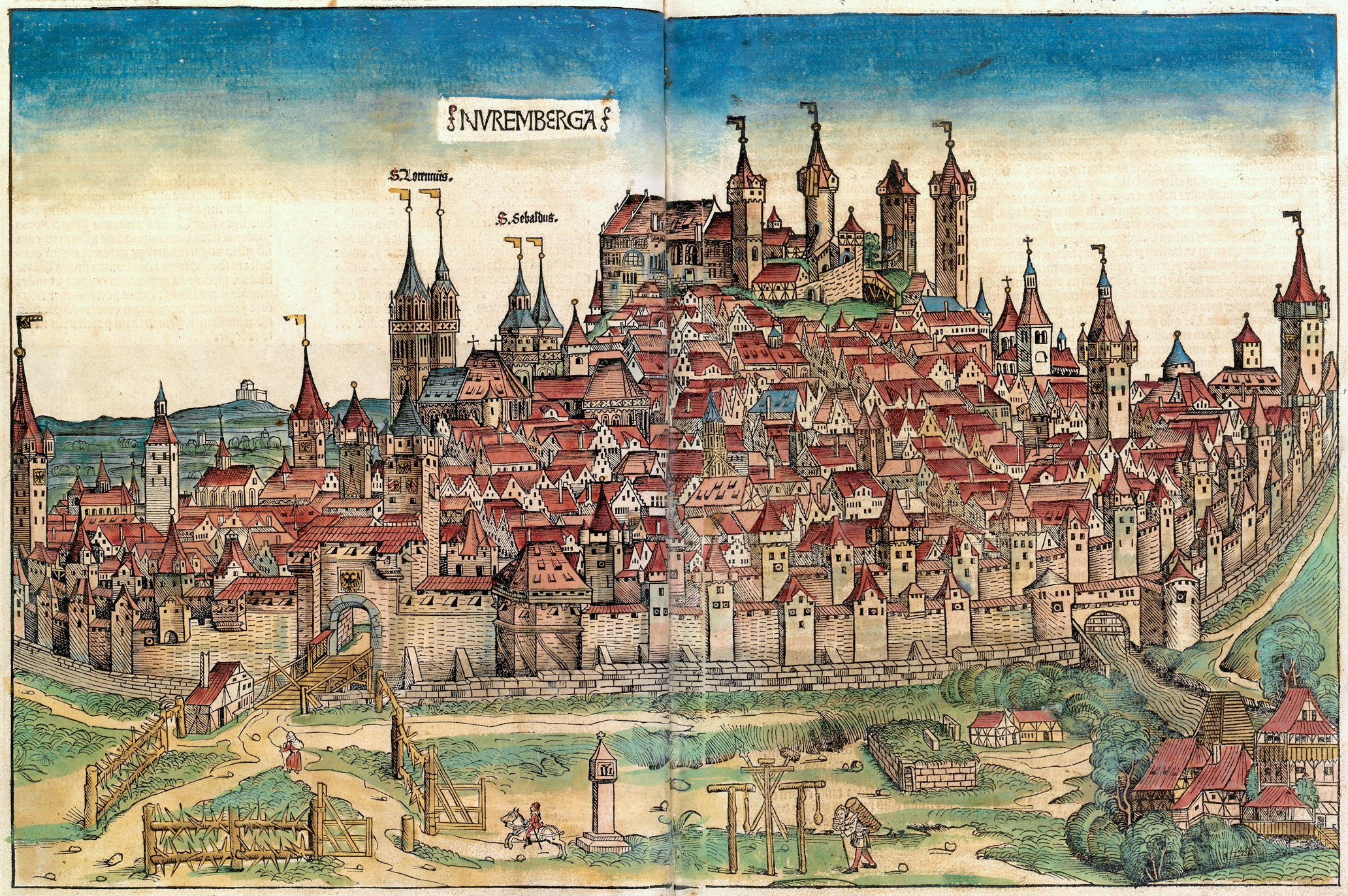
Nuremberg in 1493
(from the Nuremberg Chronicle).

Thành phố Đế quốc tự do Nuremburg (Tiếng Đức: Reichsstadt Nürnberg; Tiếng Anh: Free Imperial City of Nuremberg), là một thành phố tự trị, một thành bang nằm trong Đế chế La Mã Thần thánh. Thành phố Nuremburg có lẽ được thành lập vào khoảng thế kỷ XI, tài liệu đầu tiên đề cập đến thành phố ra đời năm 1050. Từ năm 1050 - 1571, thành phố đã mở rộng và tăng tầm quan trọng do vị trí chiến lược của nó trên các tuyến thương mại quan trọng.
Trong Đế chế La Mã Thần thánh, thuật ngữ “imperial city/Thành phố đế quốc”, được sử dụng từ thế kỷ XV để chỉ những thành phố tự trị, nằm dưới quyền trực tiếp của Hoàng đế La Mã Thần thánh, khác với các thành phố hay thị trấn thuộc lãnh thổ (Landstadt), dưới quyền của các thân vương, lãnh chúa hoặc công tước, bá tước thuộc quyền cai quản của các gia tộc thế tục. Những thành phố đế quốc tự trị này có đại diện của mình trong “Imperial Diet” (Đại hội Đế quốc) như các công quốc, lãnh chúa giáo hội khác trong đế quốc. Theo thời gian, sự khác biệt giữa các Thành phố Đế quốc và Thành phố Tự do ngày càng trở nên mờ nhạt, do đó chúng được gọi chung là "Các Thành phố Đế chế Tự do".
Năm 1219, Nuremberg trở thành một Thành phố đế quốc tự do thuộc Đế chế La Mã Thần thánh. Trong cuộc Chiến tranh kế vị Landshut, lãnh thổ của Nuremberg được mở rộng đáng kể. Với diện tích khoảng 1.200 km2, Nuremberg trở thành một trong những lãnh thổ đế quốc rộng lớn nhất. Sau khi Thành phố Đế quốc Bern gia nhập Liên bang Thụy Sĩ vào năm 1353, chỉ có các Thành phố Đế quốc Ulm và Strasbourg có diện tích tương đương với Nuremberg.
Sau Goldene Bulle (Sắc chỉ vàng) của Hoàng đế Karl IV của Thánh chế La Mã năm 1356, thành phố Nuremburg trở thành một trong 3 thành phố có địa vị cao nhất của đế quốc cùng với Frankfurt, nơi các vị vua được bầu và Aachen, nơi các hoàng đế đăng quang và từng là thủ đô của Đế chế Frankish. Sự thịnh trị của Nuremburg vào thế kỷ XV - XVI đã biến nó thành trung tâm của thời Phục Hưng Đức. Các tuyến thương mại gia tăng ở những nơi khác và sự tàn phá của các cuộc chiến lớn ở châu Âu trong thế kỷ XVII và XVIII đã khiến thành phố suy giảm và phải gánh chịu các khoản nợ lớn, dẫn đến việc lãnh thổ thành phố bị nhập vào Vương quốc Bayern mới qua ký kết Liên minh sông Rhine năm 1806.
Vua Conrad III đã thành lập một Burgraviate (người cai trị pháo đài) ở lãnh thổ hoàng gia Nuremberg, những nhà cai trị đầu tiên đến từ Nhà Raab của Áo, nhưng với sự tuyệt chủng của dòng Nam của gia tộc này vào khoảng năm 1190, người cai trị được thừa kế bởi con rể của bá tước cuối cùng, thuộc Nhà Hohenzollern - Gia tộc sau này cai trị Vương quốc Phổ và cả Đế quốc Đức. Tuy nhiên, từ cuối thế kỷ XII đến thời Interregnum (1254 - 1273), sức mạnh của những Burgraviate bị giảm đi khi các hoàng đế chuyển hết các quyền lực phi quân sự cho một castellan, với chính quyền thành phố và toà án được trao lại cho một thị trưởng Hoàng gia từ năm 1173 - 1174. Castellan không chỉ quản lý các vùng đất đế quốc xung quanh Nuremburg, mà còn thu thuế và thực thi quyền tư pháp cao nhất; castellan cũng là người bảo vệ và bổ nhiệm các cơ sở giáo hội, nhà thờ và tu viện khác nhau, thậm chí của Hoàng tử Giám mục Bamberg. Mối quan hệ căng thẳng giữa những Burgraviate với Castellan cuối cùng đã bùng phát thành thù hằn công khai, ảnh hưởng lớn đến lịch sử của thành phố.
Nuremburg được gọi là thủ đô không chính thức của Đế chế La Mã Thần thánh, đặc biệt là vì là trụ sở của Imperial Diets và các toà án được đặt tại Lâu đài Nuremberg. Imperial Diets của Nuremberg là một phần quan trọng trong cấu trúc hành chính của đế chế. Nhu cầu ngày càng tăng của triều đình và tầm quan trọng ngày càng tăng của thành phố đã thu hút thương mại.
Vua Frederick II đã ban "Quyền tự do tuyệt đối" (Great Letter of Freedom) cho Nuremburg vào năm 1219, bao gồm quyền "Town Rights", đặc quyền đúc tiền và chính sách hải quan độc lập, gần như xoá bỏ hoàn toàn quyền hành của các Burgraviate. Nuremburg và Augsbuerg là 2 trung tâm thương mại lớn nhất trên tuyến đường từ Ý đến Bắc Âu.
Năm 1298, người Do Thái trong thành phố bị buộc tội phỉ bán và 688 người bị giết qua nhiều vụ thảm sát. Một trong những lý do của các vụ thảm sát là vì chính quyền muốn thống nhất 2 khu bắc và nam được chia cắt bởi dòng sông Pegnitz.